# Kevin Semeniuk
Kevin Daniel Semeniuk (Victoria, provincia de Entre Ríos, 18 de julio de 2002) es un futbolista argentino. Juega de arquero y su equipo actual es Crucero del Norte, del Torneo Federal A.

## Carrera

### Inicios
Semeniuk llegó a Rosario, provincia de Santa Fe, para jugar en las divisiones inferiores de Newell's Old Boys. Allí, estuvo hasta sexta división, cuando se probó en Quilmes en febrero de 2020 y quedó fichado para jugar en el equipo de quinta división.

### Sol de Mayo
En junio de 2023 sería cedido a Sol de Mayo, equipo del Torneo Federal A, hasta diciembre de 2024. Sin embargo, solo tuvo la posibilidad de integrar el banco de suplentes en varias ocasiones, pero sin la posibilidad de concretar su debut.

### Colón de Chivilcoy
Ante la falta de oportunidades, Semeniuk decidió rescindir su contrato de préstamo con el club patagónico. A los pocos días, el entrerriano sería prestado a Colón de Chivilcoy, quien se estaba reforzando para el Torneo Regional Federal Amateur. Debutó en la cuarta categoría del fútbol argentino el 29 de octubre en el empate 2-2 frente a Huracán de Chivilcoy.

## Estadísticas

### Clubes
- Actualizado hasta el 11 de mayo de 2025.

| Sol de Mayo Argentina | 3.ª                 | 2023                | 0  | 0  | - | - | - | - | 0  | 0  | 0    |
| Sol de Mayo Argentina | 3.ª                 | 2024                | 18 | 30 | - | - | - | - | 18 | 30 | 1.67 |
| Sol de Mayo Argentina | Total club          | Total club          | 18 | 30 | - | - | - | - | 18 | 30 | 1.67 |
| Colón (C) Argentina | 4.ª                 | 2023-24             | 14 | 10 | - | - | - | - | 14 | 10 | 0.71 |
| Colón (C) Argentina | Total club          | Total club          | 14 | 10 | - | - | - | - | 14 | 10 | 0.71 |
| General Paz Juniors Argentina | 4.ª                 | 2024-25             | 0  | 0  | - | - | - | - | 0  | 0  | 0    |
| General Paz Juniors Argentina | Total club          | Total club          | 0  | 0  | - | - | - | - | 0  | 0  | 0    |
| Crucero del Norte Argentina | 3.ª                 | 2025                | 2  | 5  | - | - | - | - | 2  | 5  | 2.5  |
| Crucero del Norte Argentina | Total club          | Total club          | 2  | 5  | - | - | - | - | 2  | 5  | 2.5  |
| Total en su carrera | Total en su carrera | Total en su carrera | 34 | 45 | - | - | - | - | 34 | 45 | 1.32 |
| (1) Las copas nacionales se refiere a la Copa Argentina. (2) Las copas internacionales se refiere a la Copa Libertadores y a la Copa Sudamericana. (3) Media de goles por encuentro. No incluye goles en partidos amistosos. |                     |                     |    |    |   |   |   |   |    |    |      |